# 2008年6月臺灣
| << | 2008年6月 （民國97年） | >> |    |    |    |    |
| \| 日 \| 一 \| 二 \| 三 \| 四 \| 五 \| 六 \| \| 1 \| 2 \| 3 \| 4 \| 5 \| 6 \| 7 \| \| 8 \| 9 \| 10 \| 11 \| 12 \| 13 \| 14 \| \| 15 \| 16 \| 17 \| 18 \| 19 \| 20 \| 21 \| \| 22 \| 23 \| 24 \| 25 \| 26 \| 27 \| 28 \| \| 29 \| 30 \| \| \| \| \| \| \| \| \| \| \| \| \| \| |                        |    |    |    |    |    |
| 臺灣新聞動態／維基新聞 |                        |    |    |    |    |    |
| 世界／中国大陆／臺灣 |                        |    |    |    |    |    |
| 日 | 一                     | 二 | 三 | 四 | 五 | 六 |
| 1 | 2                      | 3  | 4  | 5  | 6  | 7  |
| 8 | 9                      | 10 | 11 | 12 | 13 | 14 |
| 15 | 16                     | 17 | 18 | 19 | 20 | 21 |
| 22 | 23                     | 24 | 25 | 26 | 27 | 28 |
| 29 | 30                     |    |    |    |    |    |
| |                        |    |    |    |    |    |

這裡紀錄的是 2008年6月臺灣 所發生的事。

## 大事紀錄

### 6月30日
- 中央銀行從今日起正式開放國內銀行兌換人民幣業務，首日共有14家金融機構、1240家分支機構開放兌換。yam天空新聞─中央社１（页面存档备份，存于）２（页面存档备份，存于）

### 6月23日
- 受颱風風神自20日在菲律宾中部地区登陆影響，其下沉氣流為臺灣帶來炎熱的天氣；而持續上升。臺北地區在6月23日中午過後，氣溫一度高達攝氏36.8度。

## 6月20日
- 馬英九總統正式公佈第11屆監察委員提名名單，共有29人被提名，其中前財政部長王建煊及前立委沈富雄，分別被提名為監察院院長、副院長。親民黨推薦的3位人選則全部落選。yam天空新聞─中央社１（页面存档备份，存于）２（页面存档备份，存于）中國時報[永久]自由時報
- 國立臺灣民主紀念館二樓正堂（蔣中正銅像大廳）自1月1日重新開放後展出的「民主開門，自由風吹」特展，昨日晚間進行撤展作業，自今日起恢復原貌，僅保留寫有二千多位白色恐怖受難者姓名的「靜思牆」部分殘片。yam天空新聞─中央社（页面存档备份，存于）中國時報自由時報（页面存档备份，存于）

## 6月19日
- 中國時報宣布，受到報業大環境和廣告市場持續衰退影響，報社將在7月中進行裁員，預計將從現有的1200名員工中裁員500至600人，19個地方新聞中心將全部裁撤；《中國時報》的發行張數也將減少，並從目前的綜合性報紙轉型為「菁英報」。yam天空新聞─中央社１（页面存档备份，存于）２（页面存档备份，存于）中廣新聞網（页面存档备份，存于）TVBS（页面存档备份，存于）
- 馬英九總統正式公佈第11屆考試委員提名名單，共有黃俊英、歐育誠、高明見、詹中原、陳皎眉、林雅鋒、何寄澎、胡幼圃、黃富源、浦忠成、蔡良文、李雅榮、蔡式淵、吳泰成、蔡璧煌、邱聰智、李選、李慧梅、邊裕淵等19人。考試院院長、副院長提名人選也同步公佈，分別為交大前校長張俊彥及國民黨副秘書長伍錦霖。PChome新聞─中央社（页面存档备份，存于）中國時報自由時報
- 馬英九總統核准許惠祐辭去國安局局長，其職缺由前國安局長蔡朝明回任。總統府新聞稿[永久]中廣新聞網[]

## 6月18日
- 前教育部主任秘書、政大公共行政系教授莊國榮，遭政大學校教師評審委員會以借調教育部擔任主任秘書期間「言行不檢」為由，決議不予續聘，直接推翻系級及院級教評會的暫時停聘建議。莊國榮得知此決議後，表示將提出申訴。自由時報yam天空新聞─中央社１（页面存档备份，存于）２（页面存档备份，存于）
- 駐日代表許世楷傍晚拜會前總統陳水扁，會後遭愛國同心會成員當街攔阻衝撞。中國時報（页面存档备份，存于）自由時報

## 6月17日
- 民航局宣布，暫時收回遠東航空的國際航線航權，但仍有機會參與經營7月4日開始的兩岸定期包機。yam天空新聞─中央社１（页面存档备份，存于）２（页面存档备份，存于）
- 由中國大陸旅遊業者組成、為7月4日上路的大陸居民赴台旅遊作暖身的「踩線團」抵達台灣，8天的行程內將參訪、考察台灣各地的旅遊景點。中國時報自由時報yam天空新聞─中央社１（页面存档备份，存于）２（页面存档备份，存于）３（页面存档备份，存于）

## 6月16日
- 聯合號海釣船事件後續發展
  - 以永和市市民代表黃錫麟為首的保釣人士，凌晨於瑞芳深澳漁港搭乘海釣船「全家福號」前往釣魚台列嶼宣示主權，海巡署出動4艘巡防艦、5艘巡防艇隨行保護。全家福號及海巡署艦艇接近釣魚台12海浬時，遭遇日本海上保安廳派出的8艘巡防艦艇不斷干擾，但在海巡署隨行艦艇的全程保護之下，全家福號於凌晨5時40分（台灣時間）挺進釣魚台離0.5海浬處，最後在安全顧慮下放棄登島，改以繞行釣魚台島一周宣示主權後返航。此次也是中華民國政府船艦首次進入釣魚台12海浬的領海海域。日本政府發言人、內閣官房長官町村信孝隨後在例行記者會中，對台灣船艦「侵入領海」的行為表示遺憾。中國時報１２（页面存档备份，存于）３４自由時報１２yam天空新聞─中央社１（页面存档备份，存于）２（页面存档备份，存于）３（页面存档备份，存于）４（页面存档备份，存于）
  - 由於無法接受國民黨籍立委還沒聽取報告就罵人「台奸」，駐日代表許世楷下午未依原定計畫前往立法院報告，另行出席民進黨立法院黨團在台北國賓大飯店舉行的「士可殺不可辱，請即刻准辭」記者會，公開致外交部長辭職聲明，並籲請「即刻准辭」。外交部另委派亞太司長于德勝到場傳達部長歐鴻鍊口信，希望許回到立法院報告，但遭到拒絕。yam天空新聞─中央社（页面存档备份，存于）中國時報自由時報
- 旅美棒球選手王建民代表紐約洋基在客場先發出戰休士頓太空人，前五局未失分，六局上卻因為跑壘造成右腳受傷而提前退場。洋基終場以13:0完封太空人，王建民取得本季第8勝，但可能需養傷3個月才能出賽。yam天空新聞─中央社１（页面存档备份，存于）２（页面存档备份，存于）中國時報１[永久]２自由時報１２

## 6月15日
- 聯合號海釣船事件後續發展：
  - 日本海上保安廳發布消息指出，日方巡邏艦「甑號」在正當執法過程中確有過失，使得台灣船沉沒、船長受傷，海上保安廳為此表示遺憾，且將依循日本法令適當地處理包括賠償問題在內的事宜。外交部長歐鴻鍊表示，台灣對於日本作出的讓步感受到善意，但呼籲日方明確道歉。中國時報１２自由時報
  - 海上保安廳第10管區海上保安本部那須秀雄本部長，晚間於那霸召開記者會，為聯合號事件向台灣方面「公開謝罪」並鞠躬道歉。中國時報自由時報
  - 農委會主委陳武雄傍晚陪同馬英九總統南下嘉義縣布袋鎮與漁民座談時，當場宣布日方道歉的消息，引起在場漁民一陣歡呼；但陳武雄於稍晚解釋，他的消息來源是漁業署根據海巡署海洋巡防總局所轉述，在訊息解讀上有誤差，一切應以外交部說法為主。yam天空新聞─中央社（页面存档备份，存于）

## 6月14日
- 日本政府對聯合號海釣船事件的事故調查報告出爐，將聯合號海釣船、肇事的日方巡防艦兩位船長以觸犯「業務過失罪」共同移送那霸地方檢察廳偵辦。外交部收到報告後，為表示對日方逕自將聯合號船長移送法辦的不滿，宣布以「返國述職」名義召回駐日代表許世楷。中國時報自由時報
- 海基會董事長江丙坤率領的協商代表團，下午返抵桃園機場，結束為期四天的「兩岸互信協商之旅」，由陸委會主委賴幸媛等官員到場接機。海基會代表團返抵國門後，馬英九總統隨即於晚間接見代表團成員，江丙坤並將此行由海基、海協兩會簽署的協議書呈給總統。中國時報１２自由時報１２

## 6月13日
- 6月10日遭日本巡防艦撞沉、並遭日方扣留的聯合號海釣船船長何鴻義，晚間自那霸搭機返回台灣，並順利返抵瑞芳自家。中國時報自由時報
- 今年國中基測考生個人資料傳出外洩，台中地檢署主動分案調查，晚間指揮警方搜索鎮麟補習班台中分校，並將負責人帶回署內漏夜偵訊。考生資料外洩方面，自九十年起即承包基測電腦處理作業的大同資訊（今年以「博暐圖書網路公司」名義投標）可能涉案。中國時報自由時報

## 6月12日
- 海基、海協兩會中斷九年的協商談判正式舉行，會中針對多項攸關海峽兩岸交流多項議題達成共識，包括兩岸包機直航、大陸觀光客來台等，並將推動兩岸合作在台灣海峽海域探勘開發油田。海基、海協兩會並研議互設代表處。海協會會長陳雲林在海基會董事長江丙坤的邀請之下，同意在今年訪問台灣，同時舉行第二次「江陳會談」。中國時報１２３自由時報１２３
- 聯合號海釣船事件後續發展：
  - 總統府發表四點嚴正聲明，要求日方立即釋放船長並賠償。中國時報自由時報
  - 聯合號船長何鴻義之妻楊鳳英，在台北縣長周錫瑋陪同下至行政院抗議，行政院長劉兆玄當面承諾會盡全力協助家屬處理。周錫瑋並曾和聯合號船長家屬、台北縣議員等五十餘人，在稍早時分前往日本交流協會抗議，強烈要求日方立即放人、賠償損失及道歉。外交部長歐鴻鍊並在上午召見日本交流協會台北事務所所長池田維，向日方表達「嚴正抗議」。中國時報
  - 聯合號被撞沉時，前往救援的海巡署巡防艦和星艦在進入距釣魚台7.8浬處後，又退回到12浬外海域。在立法委員共同追查下，外交部日本事務會執行長蔡明耀出面坦承，自己接到日方訊息後，誤判為漁權糾紛，才要求和星艦「暫時不要進入12浬內」，自己為負起責任，已向外交部長歐鴻鍊提出書面辭呈。中國時報自由時報

## 6月11日
- 海基會董事長江丙坤率領代表團經澳門到達北京，進行「兩岸互信協商之旅」，正式重啟自1999年兩國論後中斷九年的兩會協商機制。海基、海協兩會將針對兩岸包機直航、大陸觀光客來台等重大議題進行協商。yam天空新聞─中央社１（页面存档备份，存于）２（页面存档备份，存于）３TVBS（页面存档备份，存于）中國時報自由時報

## 6月10日
- 臺北縣瑞芳籍海釣船「聯合號」，凌晨在釣魚台南方六浬處遭日本海上保安廳巡防艦「甑號」驅離並撞沉，船上16人被日方救起後送往石垣島；其中13名釣客於傍晚獲釋，並由海巡署台中艦連夜送回台灣，船長及兩名船員則仍遭日方扣留。中國時報自由時報yam天空新聞─中央社（页面存档备份，存于）

## 6月9日
- 台灣高爾夫球女子小將曾雅妮在LPGA錦標賽中奪得冠軍，成為史上第一位在女子高爾夫球四大公開賽中稱冠的台灣球員。NOWnews（页面存档备份，存于）yam天空新聞─中央社自由時報
- 國民黨立法院黨團召開記者會，針對民進黨連日來批評多名閣員擁有綠卡，指出民進黨執政時期共有21名中央官員擁有雙重國籍，違反《國籍法》，質疑民進黨有雙重標準。yam天空新聞─中央社（页面存档备份，存于）
- 教育部通過《高級中學學生成績考查辦法》修正案，增列產前假、娩假、流產假、育嬰假、生理假及喪假，學生因上述事由致缺課達某科目全學期教學總節數三分之一者，不得以零分計算，以維護學生受教權。此措施將使懷孕或育有子女的高中在學學生獲得保障，教育部預計三周內公告實施。中國時報自由時報

## 6月8日
- 台灣網球小將楊宗樺在法國網球公開賽青少年組男子單打決賽中拿下冠軍，成為史上第一位在四大公開賽青少年組稱冠的台灣球員，也是近17年來亞洲地區的第一位冠軍。中國時報[永久]NOWnews（页面存档备份，存于）yam天空新聞─中央社（页面存档备份，存于）
- 針對近日延燒的閣員雙重國籍風波，行政院主動召開記者會說明，確定所有閣員就任現職時無外國國籍。永久居留權方面，行政院秘書長薛香川、經建會主委陳添枝曾擁有綠卡，但均於就任前失效；另環保署署長沈世宏、體委會主委戴遐齡曾擁有加拿大永久居留權（別稱「楓葉卡」），而戴遐齡正辦理放棄中。中國時報自由時報

## 6月7日
- 《產經新聞》報導，日本東京都政府於5月30日通令都內各區、市、町、村，在處理從台灣遷入東京都的居民戶籍資料時，可以不使用「中國」而以「台灣」的名稱登記。這是日本所有都道府縣當中，同意在官方公文資料上使用「台灣」名稱的首例。產經新聞中國時報自由時報

## 6月6日
- 繼外交部長歐鴻鍊被披露曾持有綠卡後，民進黨籍立委管碧玲先在立法院上午的國是論壇時間，出示準駐美代表袁健生的綠卡卡號，再於下午院會質詢時爆料，指出劉內閣有兩位現任閣員擁有綠卡。被影射持有綠卡的行政院祕書長薛香川，公開表示自己原可申請美國公民身分，但未提出申請，「這是他愛國的表現」。袁健生則表示自己並沒有申請綠卡，而是申請可以在美國居留並合法工作的「白卡」（Employment Authorization Document）。中國時報１（页面存档备份，存于）２自由時報１２
- 屏東農權會號召數百名南部縣市農民，北上至立法院外陳情，抗議台肥調漲肥料價格，嚴重影響農民生計。農委會主委陳武雄為此緊急滅火，公開承諾未來七個月內，國內肥料將維持既有價格，絕對不再調漲。中國時報自由時報

## 6月5日
- 前總統陳水扁控告連戰、宋楚瑜於2004年總統大選敗選後發動「柔性政變」，最高法院認為陳水扁所言並非「有所本」，判決陳水扁敗訴定讞，必須賠償連宋兩人新台幣各1元，並需在自由時報、中國時報和聯合報刊登道歉啟事一天。yam天空新聞─中央社（页面存档备份，存于）中國時報（页面存档备份，存于）自由時報
- 九十七年第一次國中基本學力測驗考生成績公佈，全國共有15人達到滿分312分，但高分群和低分群考生成績差距比去年更為拉大。六科量尺分數PR值（百分等級）也同時公佈，今年PR99（成績排名前1％考生）量尺分數達294分，比去年大幅提高8分，創下基測自2001年開辦以來的最高紀錄。中國時報（页面存档备份，存于）自由時報

## 6月4日
- 兆豐商銀召開董事會，以「勉予同意」名義核准第一夫人周美青退休申請案，並以無給職的方式聘任為中國商銀文教基金會祕書長。周美青並正式擔任中華民國紅十字會名譽會長。中國時報１２自由時報
- 金門縣長李炷烽以金門酒廠股東身份赴北京參加四川賑災晚會，由於陸委會礙其縣長身分而遲未核准，李炷烽藉小三通搭船前往廈門前，痛批陸委會「敬酒不吃吃罰酒」，並表示「自己的身分是選民決定，不是由陸委會決定」。中國時報自由時報

## 6月3日
- 雲林沿海鄉鎮受連日豪雨影響，多地發生嚴重淹水災情，連帶使雲林蔬菜產地產量受到衝擊，導致蔬菜批發價格飆漲，其中葉菜類呈倍數上揚，小白菜、空心菜、青江菜從豪雨前每公斤新台幣5元不到，暴漲到20元以上。中國時報（页面存档备份，存于）自由時報１２
- 第28屆臺北國際電腦展覽會今日揭幕，本次以平價迷你筆電為各廠商的展示重點。維基新聞相關報導／中國時報自由時報

## 6月2日
- 立法院司法及法制委員會初審通過《立法院職權行使法》第二十六條修正草案，對於政府官員未經准假而不列席立法院會議者，可提報立法院院會決議處新台幣3萬元以下罰鍰，並限期列席，如仍不列席，可按次連續處罰。中國時報自由時報
- 針對部分大學醞釀調漲學雜費，教育部部長鄭瑞城明確表示，教育部今年核定的調漲比例不會高於8％，但不會限制頂尖大學調漲學雜費。台大校長李嗣涔則公開表示為了社會公義考量，台大將一定調漲學費。中國時報１２自由時報

## 6月1日
- 洋基隊旅美職棒投手王建民，在本日例行賽中客場出戰雙城隊。洋基雖然終場以7:6獲勝，王建民先發五點一局，總計被打出9支安打、責失5分。王建民在5月例行賽共計僅取得1勝5敗的成績。中國時報自由時報
- 交通部完成《違反道路交通管理事件統一裁罰基準表》草案，其中有關酒後駕車的相關規定，酒測值門檻從每公升0.25毫克降低到0.15毫克，罰鍰則調整從新台幣1萬5000元起到2萬2500元不等。此行政命令最快將在民國97年7月實施。中國時報自由時報